# 죽어야 사는 남자
《죽어야 사는 남자》는 2017년 7월 19일부터 2017년 8월 24일까지 MBC TV에서 방영된 수목드라마이다.
1970년대 중동에 위치한 가상의 왕국인 '보두안티아국'에서 '사이드 파드 알리 백작'이 된 한국인 장달구의 이야기를 담고 있다.

## 등장 인물

### 주요 인물
- 최민수 : 사이드 파드 알리 백작 / 장달구 역 (아역 : 최유성) - 지영의 이버지, 호림의 장인
- 강예원 : 이지영 A 역 - 백작의 딸, 호림의 아내
- 신성록 : 강호림 역 - 신나라 저축은행 대리, 백작의 사위
- 이소연 : 이지영 B 역 - JJ엔터테인먼트 드라마 제작 팀장, 호림의 내연녀

### 백작의 주변 인물
- 조태관 : 압달라 무함마드 왈리왈라 역 - 백작의 비서
- 김병옥 : 한소장 역 - 국제정보교류원 탐정사무소 소장
- 황승언 : 양미화 역 - 국제정보교류원 탐정사무소 신입사원

### 이지영 A의 주변 인물
- 배해선 : 왕미란 역 - 한의원 원장
- 고비주 : 강은비 역 - 지영A와 호림의 딸

### 강호림의 주변 인물
- 조경숙 : 나옥자 역 - 강호림의 모친
- 차순배 : 최병태 역 - 호림의 고등학교 친구, 신나라 투자저축은행 지점장

### 그외 인물들
- 이태연 : 강혜림 역 - 강호림의 여동생
- 조영훈 : 상덕 역
- 강상원 : 문수혁 역
- 서해원 : 민희 역
- 김수현 : 본부장 역
- 이건희 : 성호 역
- 하은진 : 이경숙 역
- 조혜인
- 오태하
- 오기환
- 도현
- 최진수
- 이상보 : 고모부 역
- 노윤정
- 한지은
- 김은진
- 강은희
- 조예진
- 채민지
- 서나영
- 김근영
- 이재호
- 국정숙
- 서이수
- 김대건
- 조유성
- 이승훈
- 손영순 : 기사식당 할머니 역
- 이종구 : 의사 역
- 강운 : 아파트 중개인 역

## 시청률
최저 시청률과 최고 시청률은 시청률 조사회사와 지역별로 시청률에 차이가 있을 수 있습니다.
| 2017년 | 2017년   | 2017년         | 2017년       | 2017년         | 2017년       |
| 회차   | 방송일   | TNmS 시청률    | TNmS 시청률  | AGB 시청률     | AGB 시청률   |
| 회차   | 방송일   | 대한민국(전국) | 서울(수도권) | 대한민국(전국) | 서울(수도권) |
| ------ | -------- | -------------- | ------------ | -------------- | ------------ |
| 제1회  | 7월 19일 | 9.8%           | 11.0%        | 9.1%           | 10.3%        |
| 제2회  | 7월 19일 | 10.5%          | 11.3%        | 9.1%           | 10.4%        |
| 제3회  | 7월 20일 | 9.7%           | 11.0%        | 8.6%           | 9.5%         |
| 제4회  | 7월 20일 | 10.0%          | 11.2%        | 9.6%           | 10.5%        |
| 제5회  | 7월 26일 | 9.5%           | 10.1%        | 8.1%           | 9.2%         |
| 제6회  | 7월 26일 | 10.8%          | 10.8%        | 9.4%           | 10.6%        |
| 제7회  | 7월 27일 | 8.2%           | 8.9%         | 8.0%           | 8.2%         |
| 제8회  | 7월 27일 | 8.9%           | 10.1%        | 9.2%           | 8.7%         |
| 제9회  | 8월 2일  | 8.1%           | 9.3%         | 7.4%           | 8.6%         |
| 제10회 | 8월 2일  | 9.4%           | 10.8%        | 9.6%           | 10.9%        |
| 제11회 | 8월 3일  | 7.4%           | 8.1%         | 8.7%           | 9.9%         |
| 제12회 | 8월 3일  | 8.5%           | 9.9%         | 9.6%           | 11.0%        |
| 제13회 | 8월 9일  | 8.4%           | 9.7%         | 8.0%           | 8.9%         |
| 제14회 | 8월 9일  | 10.1%          | 11.4%        | 11.2%          | 12.5%        |
| 제15회 | 8월 10일 | 10.4%          | 10.5%        | 11.1%          | 12.6%        |
| 제16회 | 8월 10일 | 12.4%          | 12.9%        | 12.9%          | 14.1%        |
| 제17회 | 8월 16일 | 10.4%          | 11.0%        | 10.7%          | 11.7%        |
| 제18회 | 8월 16일 | 11.7%          | 12.7%        | 12.8%          | 14.1%        |
| 제19회 | 8월 17일 | 9.3%           | 9.9%         | 11.4%          | 12.8%        |
| 제20회 | 8월 17일 | 10.8%          | 11.4%        | 13.5%          | 15.2%        |
| 제21회 | 8월 23일 | 9.4%           | 9.9%         | 10.7%          | 12.2%        |
| 제22회 | 8월 23일 | 10.8%          | 11.8%        | 12.8%          | 14.1%        |
| 제23회 | 8월 24일 | 9.5%           | 10.7%        | 12.0%          | 13.1%        |
| 제24회 | 8월 24일 | 10.2%          | 11.5%        | 14.0%          | 15.1%        |

## 설정
- 보두안티아 공화국: 가상의 국가다. 중동에 위치하고 있다.

## 논란
드라마 방영 과정에서 히잡을 두르고 비키니 수영복을 입은 여자들이 수영장에 누워있는 장면, 아침 식사를 하는 사이드 백작이 이슬람교에서 금기시하는 포도주를 마시는 장면을 내보내 이슬람교 문화를 왜곡한다는 논란이 제기되었다. 또한 드라마의 메인 포스터에서 최민수가 이슬람교의 경전인 꾸란이 놓여진 탁자 앞에 발을 갖다대면서 의자에 앉아 있는 자세를 취한 것도 논란에 휩싸였다. 이에 드라마 제작진은 한국어, 영어, 아랍어로 작성된 공식 사과문을 게재했다.

## 동시간대 드라마
- SBS 수목드라마
  - 《다시 만난 세계》 (2017년 7월 19일 ~ 2017년 9월 21일)

- KBS 수목드라마
  - 《7일의 왕비》 (2017년 5월 31일 ~ 2017년 8월 3일)
  - 《맨홀 - 이상한 나라의 필》 (2017년 8월 9일 ~ 2017년 9월 28일)

## 수상
- 2017년 MBC 연기대상 미니시리즈 남자 우수 연기상 신성록